# Ipomoea pubescens
Ipomoea pubescens là một loài thực vật có hoa trong họ Bìm bìm. Loài này được Lam. mô tả khoa học đầu tiên năm 1785.